# 三角形関数

三角形関数

三角形関数（さんかくけいかんすう、英: triangular function）は、以下のように定義される。
{\displaystyle {\begin{aligned}\operatorname {tri} (t)=\land (t)&:=\max(1-|t|,0)\\&={\begin{cases}1-|t|,&|t|<1\\0,&{\mbox{otherwise}}\end{cases}}\\&={\frac {1}{2}}|t+1|+{\frac {1}{2}}|t-1|-|t|\end{aligned}}}
あるいは等価的に2つの矩形関数の畳み込みで表すこともできる。
{\displaystyle {\begin{aligned}\operatorname {tri} (t)=\operatorname {rect} (t)*\operatorname {rect} (t)&=\int _{-\infty }^{\infty }\mathrm {rect} (\tau )\cdot \mathrm {rect} (t-\tau )\ d\tau \\&=\int _{-\infty }^{\infty }\mathrm {rect} (\tau )\cdot \mathrm {rect} (\tau -t)\ d\tau \end{aligned}}}
これをテント関数（英: tent function）とも呼ぶ。三角形関数は信号処理や通信工学で、理想的信号の表現としてよく使われ、そこからより現実的な信号を引き出すことができるプロトタイプまたはカーネルとして利用する。パルス符号変調でもデジタル信号を転送するパルスの波形として利用し、受信側では整合フィルタとして利用する。また、窓関数の三角窓と等価である（バートレット窓とも呼ぶ）。
尺度を変換する場合、{\displaystyle a\neq 0\,} である任意のパラメータを使い、次のように表す。
{\displaystyle {\begin{aligned}\operatorname {tri} (t/a)&=\int _{-\infty }^{\infty }\mathrm {rect} (\tau )\cdot \mathrm {rect} (\tau -t/a)\ d\tau \\&={\begin{cases}1-|t/a|,&|t|<|a|\\0,&{\mbox{otherwise}}\end{cases}}\end{aligned}}}
三角形関数のフーリエ変換は、これを矩形関数の畳み込みで表し、フーリエ変換の畳み込み特性から、次のように導き出せる。
{\displaystyle {\begin{aligned}{\mathcal {F}}\{\operatorname {tri} (t)\}&={\mathcal {F}}\{\operatorname {rect} (t)*\operatorname {rect} (t)\}\\&={\mathcal {F}}\{\operatorname {rect} (t)\}\cdot {\mathcal {F}}\{\operatorname {rect} (t)\}\\&={\mathcal {F}}\{\operatorname {rect} (t)\}^{2}\\&=\mathrm {sinc} ^{2}(f)\end{aligned}}}